# Abies fargesii
Abies fargesii, el Abeto de Farges, es una especie arbórea conífera de la familia de las Pináceas. Sólo se encuentra en China.

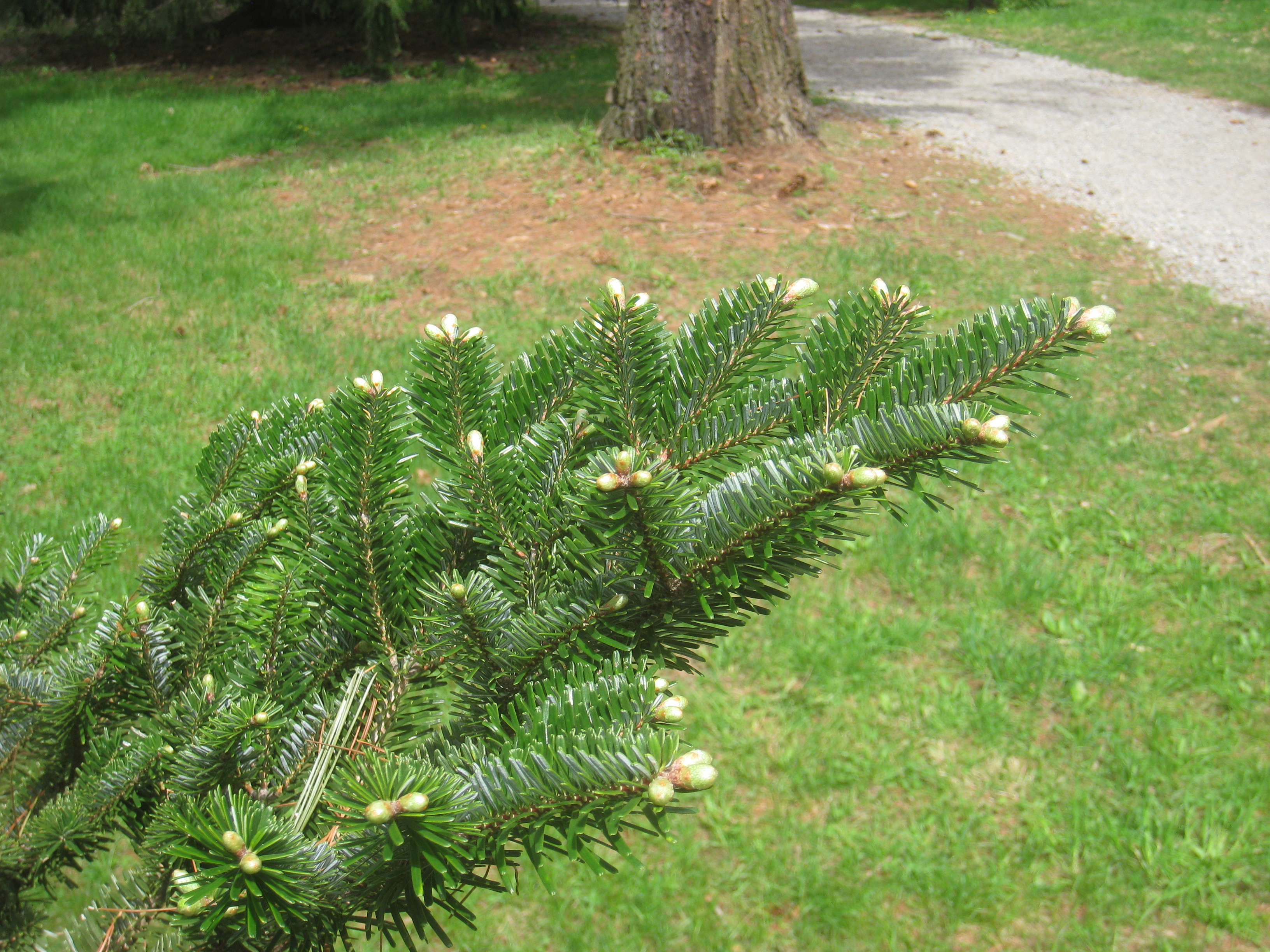
Detalle de las hojas

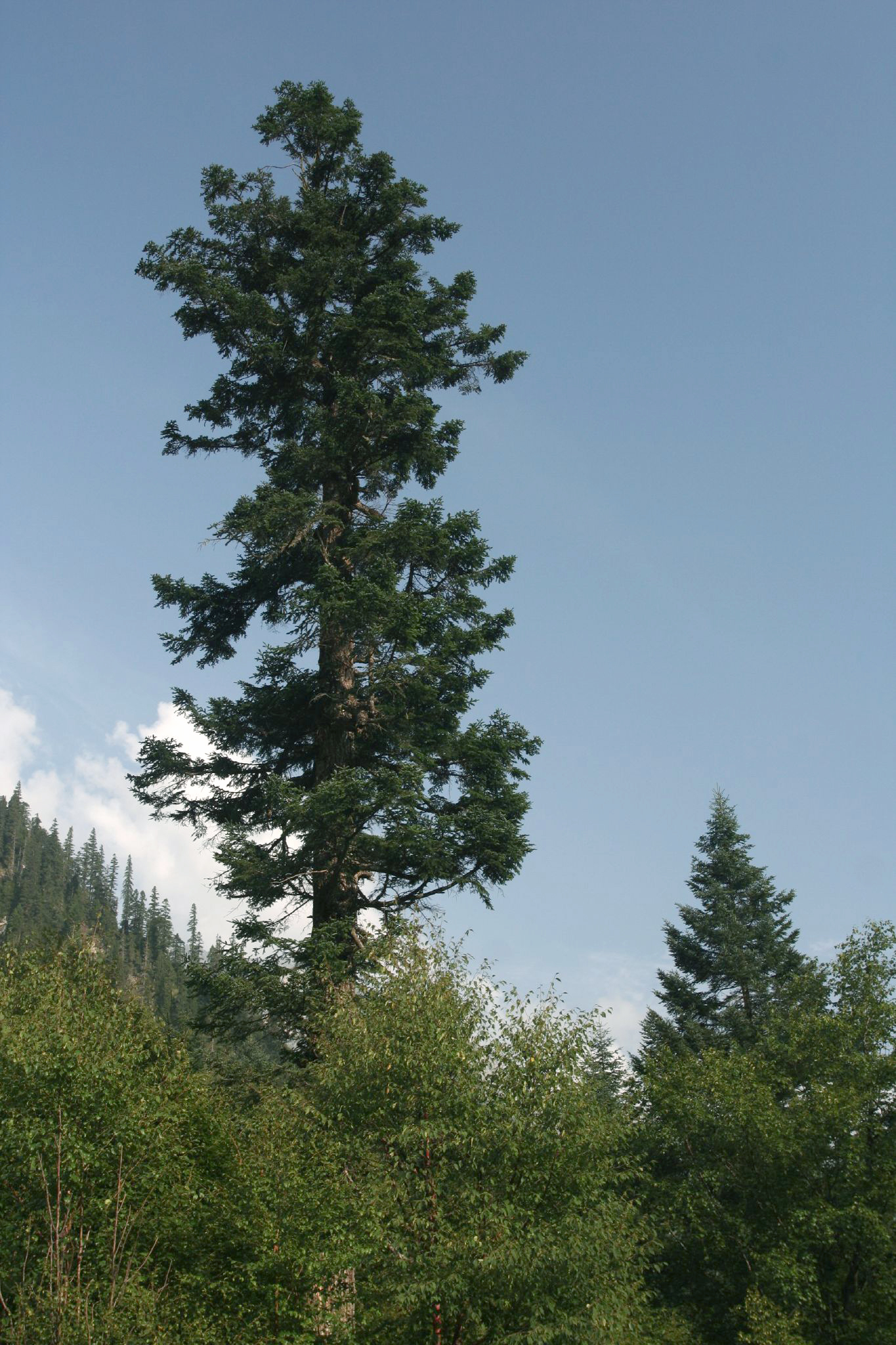
Vista del árbol

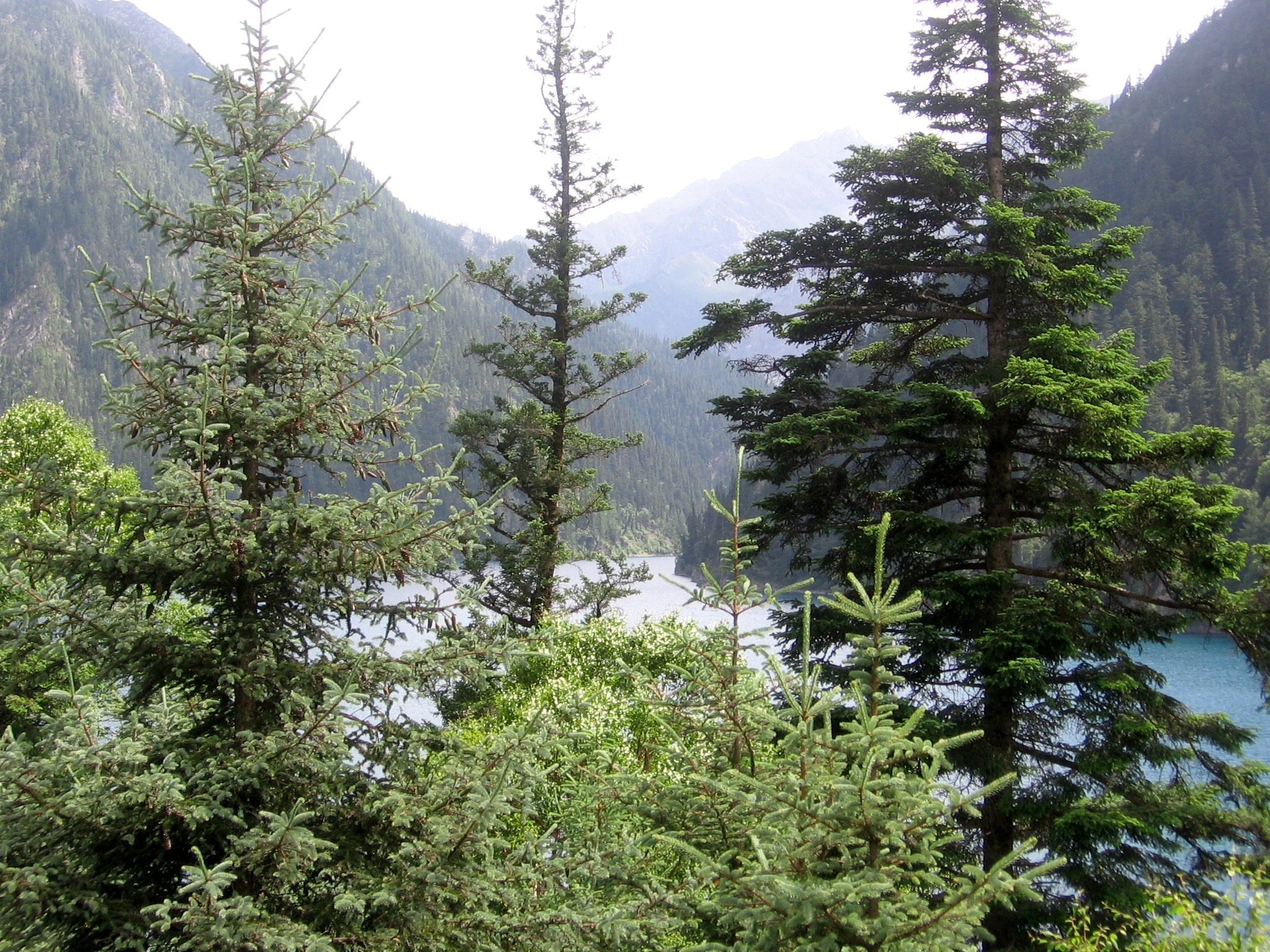
En su hábitat

## Descripción
Es un árbol que alcanza un tamaño de hasta 40 metros de altura con un diámetro a la altura del pecho de 1,5 a 2 metros y una corona piramidal para cónica. La corteza tiene un color rojizo-marrón y rojo-gris, áspera y escamosa. Las ramas jóvenes son de color púrpura o morado-marrón y rojo y en el segundo año arrugada un poco. Las ramas débiles están cubiertas de pelo rojizo. Los cogollos son ovales a cónico, morados y muy resinosos. Las hojas de agujas están en dos o más filas y son más o menos horizontalmente salientes, de 1,0 a 2,5 centímetros de largo y 2,5 mm de ancho y están en la parte inferior de las ramas, donde son aproximadamente dos veces más que en la parte superior. La punta de la aguja es de color verde oscuro brillante, la parte inferior es blanca con dos bandas de estomas con nueve a diez líneas. Los conos machos son de color amarillo con rojo, cilíndricos, de 13 mm de largo y 5 mm de ancho. Los conos femeninos son ovoides a ovoide-cilíndricos, y miden 5-8 cm de largo y 3 cm de ancho. Son inicialmente de color violeta y púrpura y cuando madura púrpura oscuro a marrón rojizo. Las brácteas sobresalen ligeramente y son rectas o dobladas. Las semillas tienen unas alas en forma de cuña.

## Taxonomía
Abies fargesii fue descrita por Adrien René Franchet y publicado en Journal de Botanique (Morot) 13(8): 256–257. 1899.
Etimología
Abies: nombre genérico que viene del nombre latino de Abies alba.
fargesii: epíteto otorgado en honor del botánico francés Paul Guillaume Farges.
Sinonimia
- Abies fargesii subsp. hupehensis (Silba) Silba
- Abies fargesii var. hupehensis Silba
- Abies fargesii var. tieghemii Bordères & Gaussen

var. fargesii 
- Abies fargesii var. sutchuenensis Franch.

var. faxoniana (Rehder & E.H.Wilson) Tang S.Liu
- Abies delavayi var. faxoniana (Rehder & E.H.Wilson) A.B.Jacks.
- Abies fargesii subsp. faxoniana (Rehder & E.H.Wilson) Silba
- Abies faxoniana Rehder & E.H.Wilson

var. sutchuensis Franch.
- Abies fargesii subsp. sutchuenensis (Franch.) Silba
- Abies kansouensis Bordères & Gaussen
- Abies sutchueennsis (Franch.) Rehder & E.H.Wilson	[4][5]